# ウェスタン・インターナショナル・コミュニケーションズ
WICウェスタン・インターナショナル・コミュニケーションズ株式会社（WIC Western International Communications Ltd.、またはWIC）は、1982年から2000年まで運営されていたカナダのメディア企業であり、カナディアン・サテライト・コミュニケーションズ（またはキャンコム（Cancom））の過半数の利益を介して、放送及び専門テレビ、ラジオ、衛星配信を含む事業を行っていた。
会社自体は、WICの放送テレビ局の殆どと、関連する様々なテレビ制作資産を保持していたキャンウェスト・グローバル・コミュニケーションズに買収された。買収に至るまでの買収合戦の結果、ショー・コミュニケーションズはキャンコムに対するWICの持分を引き継ぎ、同じショー一家が所有する別会社のコーラス・エンターテイメントが様々なラジオ局と専門サービスを買収した。競争上の理由から、少数の資産が他社に買収される可能性があった。
10年後にキャンウェストの放送資産がショーに売却されたことで、ショー一家は現在、ショーまたはコーラスを通じて以前のWICのほぼ全ての資産を管理しているが、唯一の例外は、転売された少数のローカルテレビ局と、現在ワイルドブレインが所有しているファミリー・チャンネルである。コーラスは2016年にショー・メディアを買収し、以前のローカルテレビ、専門サービス、ラジオグループなど、WICの以前のメディア資産をコーラスに与えた。

## 歴史
フランク・グリフィスは1950年代後半にウェスタン・ブロードキャスティング・カンパニー・リミテッド（Western Broadcasting Company Ltd.、通称：WBC）を設立し、ラジオ局のCKNWや当時バンクーバーのCTV提携局だったBCTVの過半数の権益を含むブリティッシュコロンビア州の様々な放送資産を保持し、1963年にはBCTVの姉妹局となったビクトリアのCHEKを追加した。WBCはしばらくの間上場されていたが、後にグリフィスの家族によって再取得された。
1982年、グリフィスのメディア資産は、WICを介して再構築された形で再び公開市場に出された。グリフィス夫妻はウェスタン・ブロードキャスティングを保持し、これがWICのクラスA議決権の全てを保有しており、クラスB株式は一般に売却された。クラスB株式は通常、議決権を提供しなかったが、クラスA株式の過半数が所有者を変更した場合、議決権株式に転換される、いわゆる「コートテール条項」があった。
時間をかけて、WICは、BCTVのもう1つの大株主であり、独立局のCHCH-TVハミルトンとCFAC-TV（現：CICT-TV）カルガリーの所有者であるセルカーク・コミュニケーションズや、チャールズ・アラードの会社であり、CITV-TVエドモントンと有料テレビサービス「スーパーチャンネル」を開始したアラーコム（Allarcom）など、他の企業から様々な放送資産を取得した。最後の主要な買収は、1997年に買収したモントリオールのCFCF-TVだった。

### 乗っ取り合戦
1997年、放送事業からの撤退を望んでいたグリフィス夫妻は、WICをショー・コミュニケーションズに売却することに同意した。当初、ショーが議決権のない株式の買収入札を完了する間、コートテール条項を回避するために、彼らはクラスA株の49.98%をショーに、49.98%をアラード家に、0.04%をキャンウェストに売却した。
しかし、キャンウェストはまた、主に、カナダで3番目の英語の地上波テレビネットワークである同社のグローバルテレビジョンネットワークに残っている最大の穴であるアルバータ州の独立テレビ局のためにWICを切望した。同社はまた、クラスB株式の購入を提案し、クラスA株式の分割が支配権の変更を構成すると主張して訴訟を起こした。
訴訟は最終的に行き詰まり、キャンウェストとショーはそれぞれクラスB株の40%以上を獲得した。ショーとキャンウェストの間の交渉は1999年まで続き、2つの当事者とコーラス・エンターテイメントが資産を分割することに合意した。
契約に基づき、キャンウェストはWICの放送テレビ部門、様々な制作資産、及びリポート・オン・ビジネス・テレビジョンの権益を取得することになっていた。しかし、キャンウェストが既存のグローバル加盟局CKMIを維持することを選択したモントリオールでは、同社はCFCFを売却する必要があり、最終的にCTVに売却した。モントリオールの英語圏人口は少なすぎて、1つの会社が市内の両方の英語圏放送局を所有することはできなかった。キャンウェストは、リポート・オン・ビジネス・テレビジョンに対するWICの関心も保持した後、ライバルのベル・グローブメディアがグローブ・アンド・メールを買収した際に売却され、ベル・グローブメディアが残りを所有していた。
ショーは、同社が管理するダイレクト・トゥ・ホーム（Direct-to-home）衛星プロバイダーのスター・チョイスと合併する過程にあったカナディアン・サテライト・コミュニケーションズにおけるWICの持分を取得し、つまり、ショーは、合併後の会社の過半数の持分を取得することになる。キャンコムは、数年後にショーによって民営化された。
一方、コーラスはWICのラジオ、専門番組、プレミアムテレビの資産を取得する予定だった。CRTCは、ラジオ局、ムービーマックス、スーパーチャンネル、WICのビデオ・オン・デマンドサービスのコーラスへの売却を承認したが、WICのザ・ファミリー・チャンネルとテレトゥーンの株式を新しい買い手に売却することを要求した。アストラル・メディアは2001年にこれらの株式を取得した。

### WICの分裂の影響
キャンウェストがWICのテレビ局を買収したことで、遂にグローバルネットワークのサービスが、カナダ・ラジオテレビ通信委員会が、同社の新しい放送局開設の申請を繰り返し拒否していたアルバータ州にもたらされた。グローバルによる1997年の初期の申請は却下され、クレイグ・メディアのA-Channelシステムが採用された。しかし、そこにあったWIC所有局は、既にグローバルの番組の放送権を購入していた。
バンクーバーとビクトリアでは、キャンウェストがCHANを買収したことで、北アメリカのテレビ史上最大の単一市場ネットワーク所属の変革の1つが始まった。バンクーバー市場には、グローバル直営局のCKVUが既にあったが、キャンウェストは同局を売却し、代わりにCHANを維持することにした。
その結果、2001年9月1日に、グローバルブランドと番組はCKVUからCHANに移動し、CTV所属はCHANからCIVTに移動し、CKVUはCHUMリミテッドに買収され、翌年にはCitytvブランドを採用した。CHEKはまた、CTVからグローバルの新しいCHシステムに所属を変更し、ビクトリアのNewNet加盟局であるCIVIと、宗教放送局であるCHNU-TVもほぼ同時期に開局された。
CHCHとCJNTの信号も、既存のグローバル加盟局と重複しており、これらの2つの放送局は、CHシステムにCHEKと統合された。CKRDは2005年9月にCBCから脱退し、4番目のCH加盟局であるCHCAになった。CHBCの同様の分離は、同年2月28日にCRTCによって承認され、2006年2月27日に分離され、CHシステムに参加した。モントリオールは、WICの解体による影響を殆ど受けなかった。しかし、モントリオールは最大のテレビ市場であり、CTVは提携局を所有していなかったため、この分割により、CBC、CTV、グローバル提携局がネットワーク直営局になった。また、CFCFと姉妹局だったCJNTがCKMIと姉妹局になった。
グローバルは、WICを買収する前は真の全国ニュース番組を持っていなかったが、オンタリオ州、マニトバ州、そして後にケベック州で『ファースト・ナショナル』を放映した。グローバルは、WICを買収すると、同番組を放送する放送局で一時的に『カナダ・トゥナイト』に置き換え、2001年9月3日にその後継の『グローバル・ナショナル』を初放送した。

### その後の影響
この買収は、カナダ西部のグローバルネットワークのギャップを埋めるために重要だったが、最終的には「ピュロスの勝利」のようなものであることが証明された。キャンウェストは2009年に、WICを含む様々な買収による負債の重みで破産保護に陥ったが、もっと重要なのは、サウザム新聞チェーンとアライアンス・アトランティスの放送資産のより大きな買収だった。その過程で、同社はCH/E!システムを閉局し、キャンウェストが2000年に取得したWIC所有局のうち3つ（CHCH、CJNT、CHEK）を売却し、もう1つ（CHBC）をグローバル加盟局に変換し、もう1つ（CHCA）を閉鎖した。
2010年、ショーは、以前のWICの資産の殆どが、ショーまたはコーラスを通じてショー一家の管理下に置かれることになる、キャンウェストの放送部門全体を買収する契約を発表した。同取引は同年 10月に完了し、キャンウェストの施設は現在ショー・メディアの一部となっている。
2016年1月13日、ショー一家の管理下にあり、以前のWICラジオ資産の全てを保持していた前述のコーラス・エンターテイメントは、ショー・メディア（以前のWICのローカルテレビ局グループの多くを含む）を26億5,000万ドルで買収すると発表した。ショー・コミュニケーションズによるウインド・モバイルの買収資金を支援することを目的とした売却には、株主とCRTCの承認が必要だったが、3ヶ月も経たない同年4月1日に完了した。当時、コーラスはWICの以前の有料テレビの資産（当時はムービー・セントラルとアンコール・アベニューとして知られていた）も所有していたが、同社は2015年後半に、これらのサービスの加入者ベースと番組権利をベル・メディアのザ・ムービー・ネットワークに売却すると発表し、3月1日に発効した。

## 資産

### テレビ局
WICは主に所有グループであり、テレビネットワークではなかった。一部のWICの放送局はCBCまたはCTVのネットワーク提携局であり、他の放送局は独立局として運営されていたが、これらの放送局の中にはキャンウェストと番組供給契約を結んでいるものもあった。しかし同時に、WICは、CHCH（サードパーティの番組ソースがなかった）のスケジュールを満たすのに十分な数の番組のカナダの権利を制作または購入し、これらの番組の多くには、ニュース番組『カナダ・トゥナイト』や他のWICの放送局で放映された『Touched by an Angel』などの海外番組が含まれていた。WICの番組ライブラリは、最終的に、キャンウェストの不運な第2の放送サービスであるCH（後のE!）の最初の基礎を形成することになる。
キャンウェストに売却された時点で、WICは次の放送局を所有していた。WICが最初に各局の管理権を取得した年と、会社の分割直前に各局が行っていた番組編成も記載されている。
| 都市           | 放送局 | 取得年 | 主要な番組編成ソース | その他の番組編成ソース                | 現在のステータス                                |
| -------------- | ------ | ------ | -------------------- | ------------------------------------- | ----------------------------------------------- |
| カルガリー     | CICT   | 1989年 | グローバル           | WIC                                   | グローバルO&O                                   |
| エドモントン   | CITV   | 1991年 | グローバル           | WIC                                   | グローバルO&O                                   |
| ハミルトン     | CHCH   | 1990年 | 独立（WIC番組のみ）  | N/A                                   | チャンネル・ゼロが所有する独立局                |
| レスブリッジ   | CISA   | 1989年 | グローバル           | WIC                                   | グローバルO&O                                   |
| ケロウナ       | CHBC   | 1989年 | CBC                  | グローバル/WIC                        | グローバルO&O                                   |
| モントリオール | CFCF   | 1997年 | CTV                  | WIC                                   | CTV O&O                                         |
| モントリオール | CJNT   | 1999年 | 独立多文化           | N/A                                   | Citytv O&O                                      |
| レッドディア   | CKRD   | 1991年 | CBC                  | グローバル/WIC（CICT/CITV非放送番組） | 後のCHCA; CH/E!の閉局に続いて2009年に閉局された |
| バンクーバー   | CHAN   | 1982年 | CTV                  | WIC                                   | グローバルO&O                                   |
| ビクトリア     | CHEK   | 1982年 | CTV（タイムシフト）  | WIC（CHANとは別番組）                 | CHEKメディア・グループが所有する独立局          |

WICのCTV提携局であるCHANとCHEK、及びCFCF（WICによる買収前でさえ）は、同ネットワークのカナダの番組制作においてより大きな役割を果たしたいというこれらの放送局の願望により、ネットワークと敵対関係にあった。この関係は1997年にさらに悪化し、ライバルのバトン・ブロードキャスティングがCTVの唯一の企業所有者となり、バンクーバーに独自の独立局CIVTを開設した。CHANまたはCHEKでバンクーバーで放映された多くの番組の全国的な権利を所有していたバトンは、現在ブリティッシュコロンビア州外でCTV番組として宣伝されているこれらの番組をCIVTに移すことができた。しかし、毎週40時間の番組を提供するCTVネットワークは、依然としてCHAN及びCHEKとの提携契約に拘束されており、これらの協定は2001年9月まで終了しなかった。
1990年代にネットワーク/システムブランド（放送局コールサインと組み合わされることもある）の下で放送局を一般的にブランド化する傾向にあった他の多くの所有グループとは異なり、WICは地域ベースのステーションブランド化を好む傾向があった。例えば、WICの所有下で、CHANは「BCTV」というブランドを使用し、CICTは「Calgary 7」、CKRDレッドディアは「RDTV」として知られている。1997年にCHCHのブランドを「OnTV」に変更し、同局はオンタリオ州中にいくつかの再放送送信所を追加した。

### 専門・プレミアムテレビ
- スーパーチャンネル（後にムービー・セントラル（英語版）; 現：廃止）
- ムービーマックス（MovieMax、後のアンコール・アベニュー（英語版）; 現：廃止）
- カナダ西部のビューワーズ・チョイス（英語版）（現：ショーPPV（英語版））
- リポート・オン・ビジネス・テレビジョン（現：BNNブルームバーグ（英語版）） - 50%
- ファミリー・チャンネル - 50%
- テレトゥーン/テレトゥーン（英語版） - 両方とも20%（ファミリ・チャンネルが保有していた合計40%の権益を介して）

### ラジオ局
キャンウェストに売却された時点で、12のラジオ局を所有していた。これらはコーラス・エンターテイメントによって買収された。
- カルガリー - CHQR（英語版）、CKIK（英語版）
- エドモントン - CHED（英語版）、CKNG（英語版）
- ハミルトン - CHML（英語版）、CJXY（英語版）
- トロント - CFYI（英語版）、CILQ（英語版）
- バンクーバー - CKNW（英語版）、CFMI（英語版）
- ウィニペグ - CJOB（英語版）、CJKR（英語版）